# Ак-Кагріз (дегестан)
Ак-Кагріз (перс. آق کهریز) — дегестан в Ірані, у бахші Новбаран, в шагрестані Саве остану Марказі. За даними перепису 2006 року, його населення становило 4712 осіб, які проживали у складі 1564 сімей.

## Населені пункти
До складу дегестану входять такі населені пункти:
- Акбарабад-е Кушчі
- Ак-Кагріз
- Алі-Дарзі
- Аскін
- Атолен
- Бадам-Чалок
- Балеклу
- Біваран
- Вісман
- Газемабад
- Довлатабад
- Замбар
- Кагак
- Калле-Дашт
- Кашкевар
- Кезель-Каш
- Луїн
- Мар
- Мічак
- Ордмін
- Піман
- Санґак
- Сарі-Каш
- Чамран
- Яріабад